# Edward Bouverie
Edward Bouverie (5 septembre 1738-3 septembre 1810) est un homme politique britannique qui siège à la Chambre des communes entre 1761 et 1810.

## Jeunesse

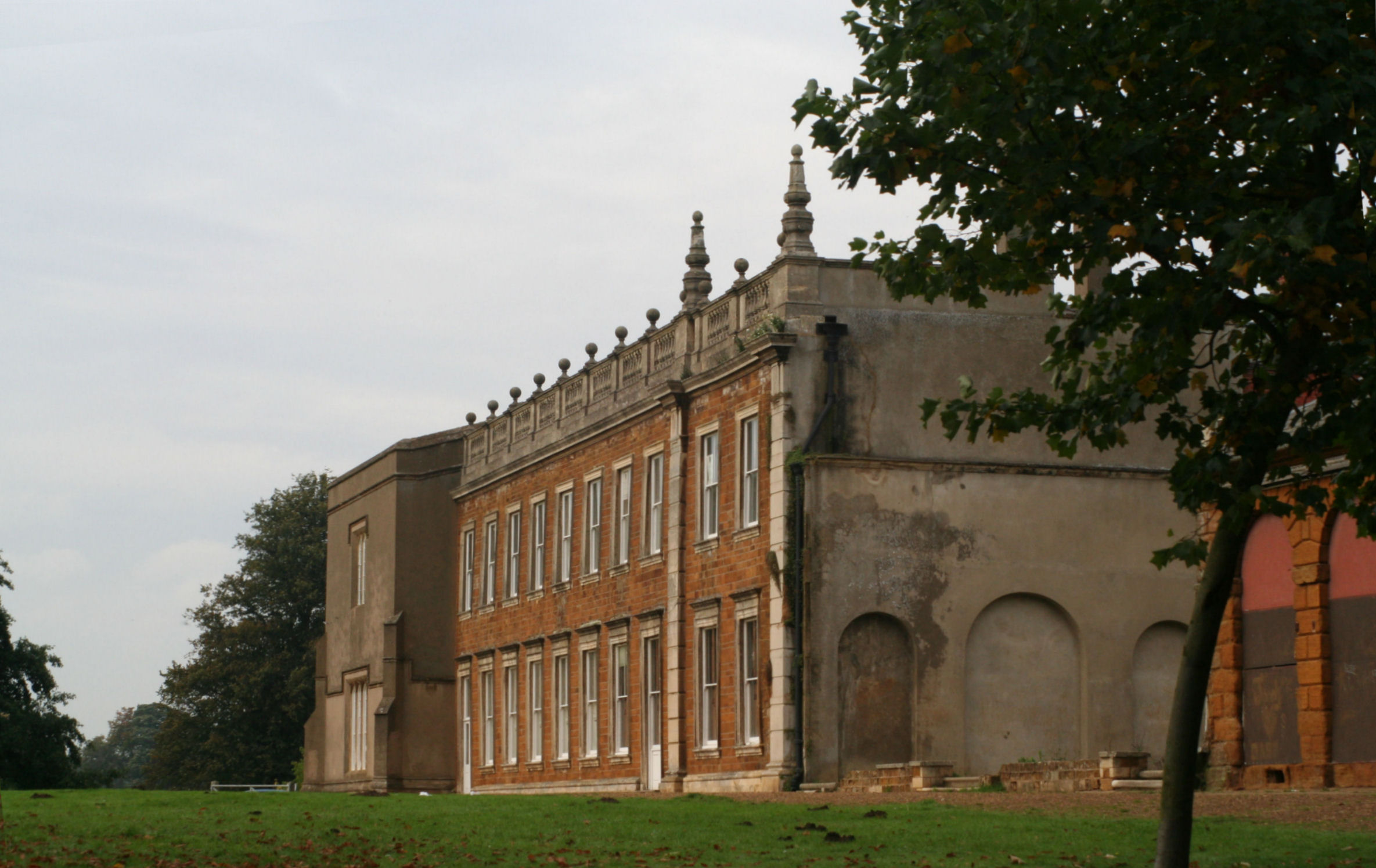
Abbaye de Delapré

Il est le deuxième fils de Jacob Bouverie (1er vicomte Folkestone), député, et Mary Clarke, fille de Barthélémy Clarke Hardingstone, Northamptonshire et est né le 5 septembre 1738. Il fait ses études au Collège d'Eton 1753-1756 et est inscrit à Christ Church, Oxford en 1757. En tant que deuxième fils, Bouverie a fait son chemin dans le monde en épousant Harriet Falkner, fille de Sir Everard Fawkener, ambassadeur à la Sublime Porte le 30 juin 1764 . Après son mariage, il acquiert l'Abbaye de Delapré pour 22 000 £  auprès de Charles Hardy, gouverneur de New York, époux de la dernière descendante de la famille Tate, Mary Tate, à qui ce domaine appartenait depuis l'achat de l'ancien couvent lors de la dissolution.

## Carrière Politique
Il est élu pour la première fois au Parlement pour Salisbury en 1761, siège placé sous le haut patronage de la famille Bouverie, qu'il occupe jusqu'à la majorité de son neveu Jacob Pleydell-Bouverie (2e comte de Radnor), qui peut occuper ce siège en 1771. Au Parlement, il suit une ligne indépendante. En 1763, il soutient le député radical John Wilkes lorsqu'il est inculpé de sédition comme responsable d'un article attaquant George III, mais vote avec l'administration sur l'expulsion de Wilkes du Parlement en 1769. À plusieurs reprises, il est désigné partisan des Whig et par d'autres comme un conservateur .
Il tente de revenir au Parlement en 1774 en candidatant à Northampton dans l'espoir d'obtenir le soutien de Compton, mais se retire sans faire campagne . Bien qu'il ait envisagé de se présenter à une élection partielle en 1782 et aux élections générales de 1784, il ne se présente pas avant 1790, date à laquelle il remporte l'un des sièges à Northampton .
Après son retour au Parlement, il devient un ardent défenseur de Charles James Fox et vote avec lui de manière constante. Il est soutenu par son épouse, une beauté et une mondaine londonienne renommée, qui devient une hôtesse politique et une amie proche d’autres partisans de l’aristocratie .

## Famille

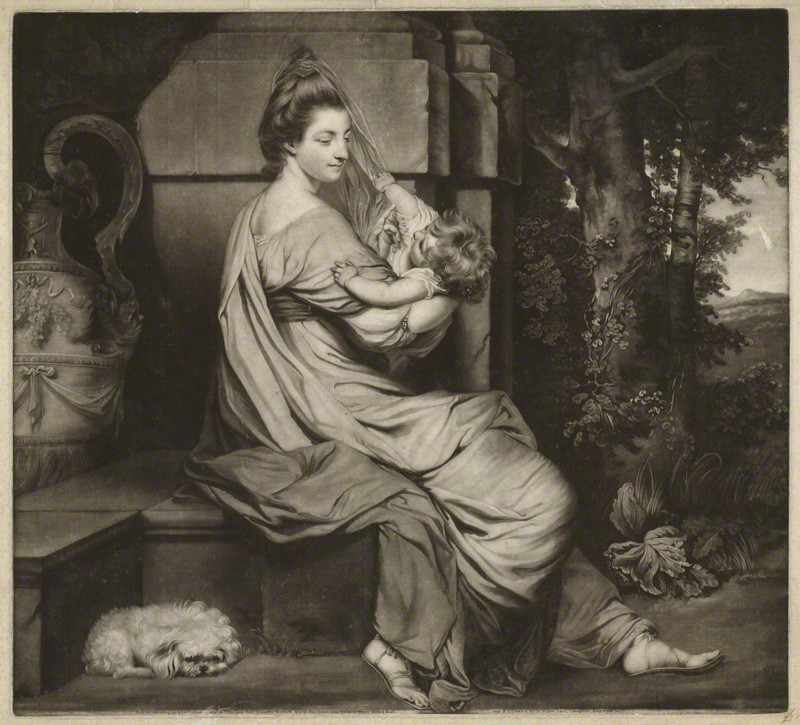
Harriet Bouverie 1770

Edward et Harriet ont trois fils et cinq filles. Leur fils aîné s'appelle également Edward Bouverie (1767-1858) (en) et hérite du domaine de Delapré. Leur deuxième fils est le lieutenant-général sir Henry Bouverie, gouverneur de Malte de 1836 à 1843. Le troisième fils est le recteur John Bouverie installé à Midhurst de 1808 à 1855, date de sa mort. Le couple a également cinq filles, dont une, Diana est considérée comme la fille de Lord Robert Spencer (1747-1831) avec lequel Harriet avait une longue liaison. Ils se marient en 1811, un an après la mort de Bouverie, et Diana se retrouve avec l'essentiel de la succession de Spencer .
Il travaille au développement du domaine de Delapré. En 1765/17, il ferme les champs à Hardingstone, ce qui en fait l'un des pionniers du début du mouvement de clôture dans le Northamptonshire . Au début des années 1770, la ferme de Hunsbury Hill, qui fait partie du domaine et une ancienne ferme modèle, est construite. Des contributions sont également apportées pour la réfection de la toiture et la reconstruction du chœur et du sommet de la tour de l'église locale de St Edmonds, Hardingstone .